# PALM (漫画)
『PALM』（パーム）は、獸木野生による日本の漫画。主に『ウィングス』（新書館）にて連載。
連載開始時には「伸たまき」というペンネームで活動していたが、2000年以降は「獸木野生」と名乗っている。

## 概要
作者の代表作でありライフワークともいえる作品。全10話（予告編も含めると11のエピソード）からなる大長編漫画として制作されており、シリーズ全体の構想は出来上がっているとのこと。
1983年に開始されて以来、ストーリーの進行にしたがって各エピソードが次第に長編化している。特に第7話「愛でなく」については、完結に10年（単行本12冊）を費やしており、物語全体の完結時期は不明。ただし作者は「2010年代でシリーズが完結する予定」と自身のHPで発表している。
2012年の状況では、雑誌『ウィングス』2012年2月号（2011年12月28日発売）に第9話の最終回が掲載され、2012年3月発売の第35巻『蜘蛛の紋様 6』で第9話が完結。2013年4月発売の6月号において、最終章「TASK」が掲載開始された。
初版の単行本においては、同一作品のシリーズでありながら、2種類の作者名義が混在する。
新書版では、第1巻『お豆の半分』から第25巻『愛でなく 11』までは「伸たまき」名義、第26巻『愛でなく 12』より「獸木野生」名義となっている。文庫版では、第1巻『お豆の半分』から第9巻『オールスター・プロジェクト 3』までは「伸たまき」名義、第10巻『愛でなく 1』より「獸木野生」名義となっている。

## シリーズ構成
|          | サブタイトル                                                               | 連載期間        | 単行本                                              | 文庫本                                              |
| パーム0  | お豆の半分 Half of Bean                                                    | 1983年          | パーム1巻 「お豆の半分」収録                        | 文庫版1巻 「ナッシング・ハート」収録                |
| パーム1  | ナッシング・ハート Nothing Hurt                                            | 1984年          | パーム2巻 「ナッシング・ハート」収録                | 文庫版1巻 「ナッシング・ハート」収録                |
| パーム2  | 胸の太鼓 Heartbeats                                                        | 1985年          | パーム2巻 「ナッシング・ハート」収録                | 文庫版1巻 「ナッシング・ハート」収録                |
| パーム3  | あるはずのない海 But for the sea （英題「The sea shouldn't exist」を改題） | 1984年 - 1986年 | パーム3 - 5巻 「あるはずのない海」I - III           | 文庫版2 - 3巻 「あるはずのない海」I - II            |
| パーム4  | スタンダード・デイタイム side1 Standard Daytime side１                     | 1986年 - 1987年 | パーム6巻 「スタンダード・デイタイム side1」        | 文庫版4巻 「スタンダード・デイタイム」収録          |
| パーム4  | スタンダード・デイタイム side2 Standard Daytime side2                      | 1987年          | パーム7巻 「スタンダード・デイタイム side2」        | 文庫版4巻 「スタンダード・デイタイム」収録          |
| パーム5  | 星の歴史-殺人衝動 History of Planet or Homicidal Impulse                   | 1987年 - 1989年 | パーム8 - 10巻 「星の歴史」I - III                  | 文庫版5 - 6巻 「星の歴史-殺人衝動」I - II           |
| パーム6  | オールスター・プロジェクト The All-Star Project                            | 1989年 - 1991年 | パーム11 - 14巻 「オールスター★プロジェクト」I - IV | 文庫版7 - 9巻 「オールスター・プロジェクト」I - III |
| パーム7  | 愛でなく NOT LOVE, But Affection                                           | 1992年 - 2000年 | パーム15 - 26巻 「愛でなく」I - XII                 | 文庫版10 - 15巻 「愛でなく」I - VI                  |
| パーム8  | 午前の光 Honeymoon with Life                                               | 2004年 - 2006年 | パーム27 - 29巻 「午前の光」I - III                 | ‐                                                   |
| パーム9  | 蜘蛛の紋様 Art of Spider                                                   | 2006年 - 2011年 | パーム30 - 35巻 「蜘蛛の紋様」Vol.1 - Vol.6         | ‐                                                   |
| パーム10 | TASK                                                                       | 2013年-         | ‐                                                   | ‐                                                   |